# Metharmostis asaphaula
Metharmostis asaphaula är en fjärilsart som beskrevs av Edward Meyrick 1921. Metharmostis asaphaula ingår i släktet Metharmostis och familjen spinnmalar. Inga underarter finns listade i Catalogue of Life.